# Kenneth Kipkemoi
Kenneth Kiprop Kipkemoi (ur. 5 sierpnia 1984) – kenijski lekkoatleta, długodystansowiec.

## Osiągnięcia
| Rok  | Impreza                           | Miejsce    | Konkurencja      | Pozycja     | Rezultat |
| ---- | --------------------------------- | ---------- | ---------------- | ----------- | -------- |
| 2011 | Igrzyska afrykańskie              | Maputo     | bieg na 10 000 m | 7. miejsce  | 29:19,22 |
| 2011 | Igrzyska afrykańskie              | Maputo     | półmaraton       | 2. miejsce  | 1:04:44  |
| 2012 | Mistrzostwa Afryki                | Porto-Novo | bieg na 10 000 m | 1. miejsce  | 27:19,74 |
| 2013 | Mistrzostwa świata                | Moskwa     | bieg na 10 000 m | 7. miejsce  | 27:28,50 |
| 2014 | Mistrzostwa świata w półmaratonie | Kopenhaga  | półmaraton       | 10. miejsce | 60:29    |

## Rekordy życiowe
- Bieg na 10 000 metrów – 26:52,65 (7 września 2012, Bruksela)
- Półmaraton – 59:11 (11 marca 2012, Haga) rekord świata juniorów